# Monocoryne minor
Monocoryne minor is een hydroïdpoliep uit de familie Candelabridae. De poliep komt uit het geslacht Monocoryne. Monocoryne minor werd in 1966 voor het eerst wetenschappelijk beschreven door Millard. 